# La Cruz, San Juan Bautista Cuicatlán
La Cruz är en ort i Mexiko.   Den ligger i kommunen San Juan Bautista Cuicatlán och delstaten Oaxaca, i den sydöstra delen av landet, 300 km sydost om huvudstaden Mexico City. La Cruz ligger 654 meter över havet och antalet invånare är 103.
Terrängen runt La Cruz är bergig åt nordost, men åt sydväst är den kuperad. La Cruz ligger nere i en dal. Runt La Cruz är det ganska glesbefolkat, med 32 invånare per kvadratkilometer. Närmaste större samhälle är San Juan Bautista Cuicatlán, 5,2 km norr om La Cruz. I omgivningarna runt La Cruz växer i huvudsak blandskog.